# Jochen von Kalckreuth
Jochen von Kalckreuth (* 16. Dezember 1931 in Obrawalde, Landkreis Meseritz, Posen-Westpreußen; † 4. Mai 1977 (Flugzeugabsturz) in Krün bei Mittenwald, Oberbayern) war ein bekannter Segelflieger, Inhaber mehrerer Alpen-Rekorde und Autor von Segelflug-Büchern.
Der offizielle Name des beruflichen Werbekaufmanns war Adam Joachim von Kalckreuth.

## Familie
Kalckreuth war der Sohn des Landwirts und Gutsbesitzers Joachim von Kalckreuth (1902–1970) und dessen erster Ehefrau Marie von Helldorf (1908–1989). Die Ehe der Eltern wurde 1946 geschieden. 
Jochen heiratete als Vierzigjähriger am 11. September 1971 in Schwalbach am Taunus die  Verlagskauffrau und Dolmetscherin Gabriela Pfaff (* 2. Oktober 1944 in Hirschberg im Riesengebirge, Niederschlesien), die Tochter eines hohen Beamten. Das Paar hatte folgende Kinder:
- Aglaja (* 28. Januar 1972)
- Alexander (* 28. Januar 1972)
- Diana (* 22. März 1976)

## Segelfliegen
Kalckreuth verbrachte bald alle Freizeit beim Thema Segelflug; besonders faszinierten ihn die Einflüsse des Wetters, dessen rasche Veränderlichkeit im Hochgebirge und ihre Deutung für die optimale Flugroute (siehe Meteorologische Navigation). Damit legte er – ähnlich wie Harro Wödl in Österreich – die wichtigste Basis für seine Rekordflüge. Dazu schrieb ein Rezensent: 
Beruflich als Werbekaufmann in ganz Europa unterwegs, nutzte er jede freie Stunde zum Flugtraining und zum Leistungsflug zwischen Mont Blanc und Großglockner, Marmolata und Wildem Kaiser. Auch als Schriftsteller war von Kalckreuth erfolgreich.
Kalckreuth schrieb über seine Flüge (Alpenüberquerungen,  Dreiecks- und  Langstreckenflüge) einige Bücher, deren Charakter von halb technisch bis zum Bildband reicht.
Sein wichtigstes, reich illustriertes Buch „Segeln über den Alpen“ geht neben der Geschichte des motorlosen Flugs auch auf Flugmeteorologie, auf alpine Flugtechnik und auf die Taktik beim Streckenflug ein. Laut Klappentext schrieb die FAZ 1972: „Die Überquerung der Alpen ist das große Einmaleins der Segelflieger. Zwischen Genf und Wien, zwischen Allgäu und Tessin haben sie sich eine grandiose Spielwiese erobert. Jedes Jahr bringt neue Bestleistungen und Eroberungen.“

### Faszination Wetter
Kalckreuths Erfolgsgeheimnis war sein wissenschaftliches und intuitives Begreifen der atmosphärischen Vorgänge. Er wurde ein Meister im Finden und Ausnützen der Aufwinde und ihrem rechtzeitigen Verlassen zum rasanten Streckenflug. Gleichzeitig konnte er die unter ihm ziehende Landschaft genießen.
So beschreibt er einen 7000 Meter hoch reichenden Aufwind unter einer Tessiner Leewolke: „Nun kann ich in weiter Panoramaschau die Steigbewegung auch ohne Höhenmesser verfolgen. Das eben noch kantige Bergrelief beginnt sich zu glätten, verliert seine Konturen, bleibt in der Tiefe als Landkarte zurück ... Die Himmelskuppe verfärbt sich langsam in ein dunkles Höhenblau, der lichtlose Weltraum schimmert durch die nahe Stratosphäre.“
Zu den Turbulenzen in einer Föhnmauer schreibt er: „Im wilden Lufttanz dieser Stunde wurde das leichte Flugzeug so geprüft wie sein Pilot. Die schmalen Flächenspitzen schlugen meterweit um sich. Arme und Beine schwebten schwerelos im Sturz plötzlicher Fallwinde.“

## Schriften
- Segeln über den Alpen: Erlebnis und Technik des Hochgebirgsfluges – Ein Rekordflieger berichtet. Bücheli, Zug 1986.
- Start in den Wind. Erlebte Rhöngeschichte 1911–1926. Hrsg. mit Peter Riedel. 2. Auflage. Motorbuch Verlag, Stuttgart 1986, ISBN 3-87943-539-1.
- Das stille Abenteuer. Erlebnisse und Begegnungen eines Alpenfliegers. Motorbuch Verlag, Stuttgart 2002, ISBN 3-613-02206-0.